# Oaeneum
Oaeneum (lateinisch; altgriechisch Ὀαίνεον Oéneon) war eine antike Siedlung im südlichen Illyrien.

## Geschichte
Die einzige schriftliche Erwähnung des Ortes findet sich beim römischen Geschichtsschreiber Titus Livius um die Zeitenwende. Ihm zufolge war Oaeneum ein Oppidum des illyrischen Stammes der Penestae (nicht zu verwechseln mit den Penesten). Sie lag an einer Straße, die ins Land des illyrischen Stammes der Labeaten führte. Der Ort befand sich oberhalb eines Passes im Tal des Artatus zwischen dem Fluss selbst und einem hohen Berg. Im Jahr 169 v. Chr. nahm der letzte makedonische König Perseus die Ortschaft ein, nachdem er zuvor Draudacum erobert hatte, ebenfalls eine Stadt der Penestae, die auf dem Weg nach Oaeneum lag.

## Lokalisierung
Nikola Vulić und Erich Polaschek lokalisierten Oaeneum bei der heutigen nordmazedonischen Stadt Tetovo oder im Tal der Radika, eines rechten Nebenflusses des Drin, ebenfalls im heutigen Nordmazedonien.